# Flaminio Vacca

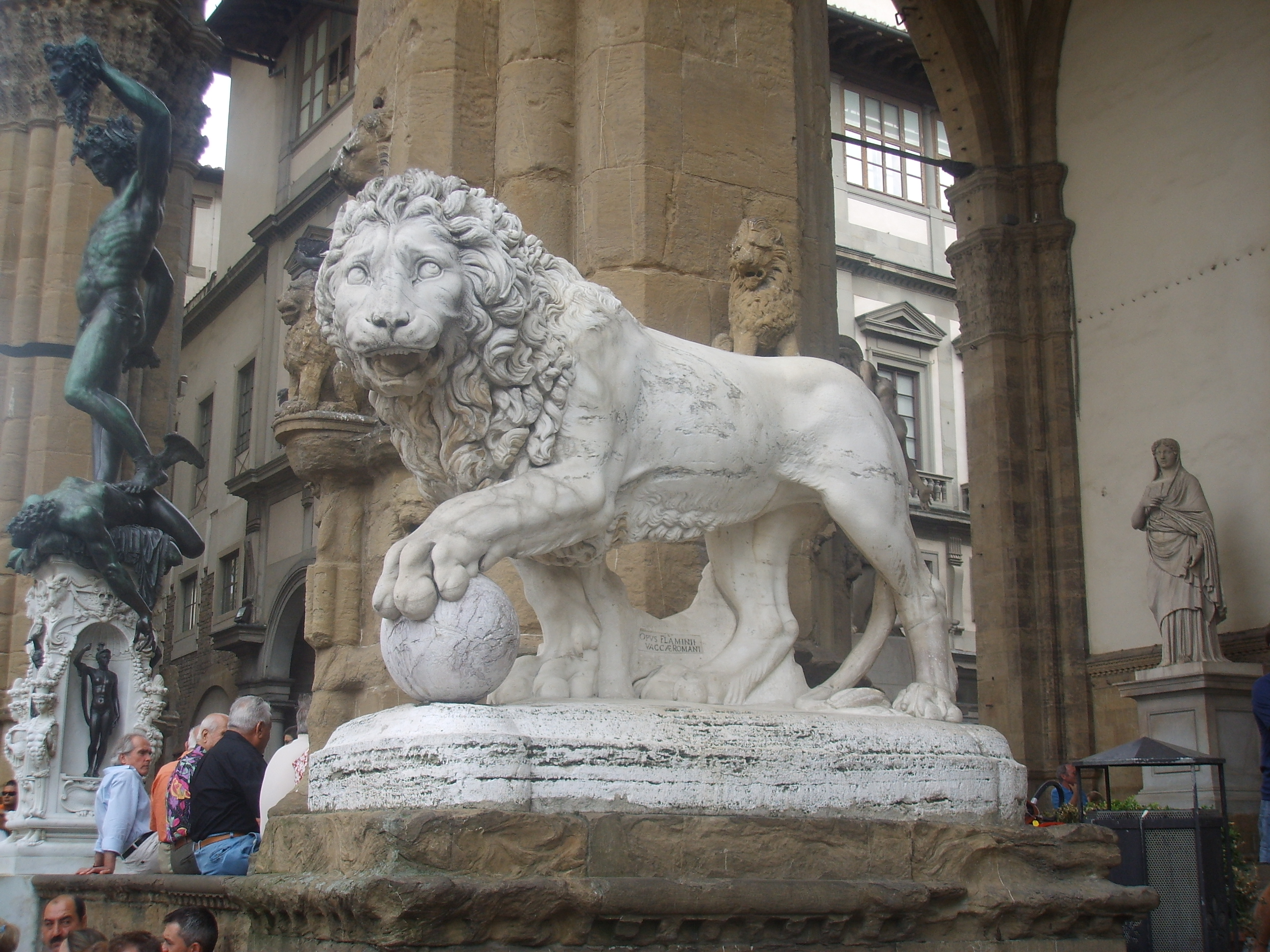
Flaminio Vaccas Löwe aus der Villa Medici in Rom, heute Loggia dei Lanzi, Florenz

Flaminio Vacca oder auch Vacchi (* 1538 in oder bei Rom; † 1605 ebenda) war ein italienischer Bildhauer des Manierismus.

## Leben und Werk
Über Flaminio Vaccas Leben sind nur wenige gesicherte Daten bekannt. Er wurde in der Nähe von Rom in eine spanischstämmige Familie geboren, arbeitete als junger Mann in der Werkstatt des manieristischen Bildhauers Vincenzo de’ Rossi, der sich zwischen 1546 und 1560 in Rom aufhielt und war zunächst vor allem mit der Restaurierung und mit Kopien von Antiken beschäftigt. Um 1572 ist er als Mitglied der „Congregazione dei Virtuosi al Pantheon“, der päpstlichen Akademie der Schönen Künste in Rom, nachgewiesen.
Seine produktivste Zeit als Bildhauer fällt in die Zeit des Pontifikats von Gregor XIII.
In seinen Memoiren erzählt er, wie es zu dem Namen der römischen Kirche San Benedetto della Ciambella gekommen ist.
Das Grab von Flaminio Vacca befindet sich im Pantheon in Rom.

## Werke
- 1588 Statue Franz von Assisis für das Grabmal Pius V. in der Capella Sistina von Santa Maria Maggiore in Rom
- 1588/89 Josua führt die Israeliten durch den Jordan, Relief am Mosesbrunnen auf dem Quirinal in Rom.
- 1591/92 Statuen von Johanns dem Täufer und Johannes dem Evangelist in Santa Maria in Vallicella in Rom
- 1592/93 Marmorengel in einer Seitenkapelle der Kirche Il Gesù in Rom
- Marmortabernakel in der Kirche San Lorenzo in Spello
- Löwe in der Villa Medici in Rom
- Zwei Wappen aus Marmor für Papst Gregor XIII.
- Die Statuen von Ezechiel und Daniel in Santa Susanna in Rom (zugeschrieben)

## Schriften
- Memorie di varie antichità trovate in diversi luoghi della città di Roma. Gedruckt 1594 als Anhang zu Famiano Nardinis Roma Antica [1666], nachgedruckt von Carlo Fea, Rom 1704.

Vaccas Memorie sind eine wichtige Quelle über die Entdeckung römischer Skulpturen und Antiken in Rom des späten 16. Jahrhunderts, sowie über das Programm der städtebaulichen Erneuerung der Stadt durch Sixtus V.